# قبيلة قيرودو
القيرودو (باليابانية: ゲルド)هم قبيلة خيالية في لعبة ذي ليجند أوف زيلدا.
تشتهر القبيلة بأن سكانها من اللصوص ومعظمهم يسكنون في الصحراء.
وما يميزهم جلدهم البرونزي، والشعر القرمزي، والأنف المعقوف، ولون العين الذهبي،والآذان الدائرية.
ويولد ذكر واحد كل مئة عام في القبيلة، ولذلك يولد فقط الإناث.
وهناك قانون مهم عندهم، أي رجل يولد يجب أن يصبح ملكاً لهم.
جانوندورف هو الملك لقبيلة القيرودو في لعبة أوكرينا أوف تايم.